# IC 557
IC 557 је спирална галаксија у сазвјежђу Лав која се налази на листи објеката дубоког неба у Индекс каталогу.
Деклинација објекта је + 10° 59' 19" а ректасцензија 9h 44m 2,5s. Привидна величина (магнитуда) објекта IC 557 износи 14,2 а фотографска магнитуда 15,0. IC 557 је још познат и под ознакама MCG 2-25-27, CGCG 63-55, ARAK 213, PGC 27866.